# クリープハイプ名作選
『クリープハイプ名作選』(クリープハイプめいさくせん) は、クリープハイプの非公認ベスト・アルバム。2014年3月12日に発売。発売元はビクターエンタテインメント。

## 概要
曲の構成は、インディーズ時代の人気曲、代表曲から、当時の最新曲である「憂、燦々」までが網羅されている。通常盤に2012年の赤坂BLITZライヴとスタジオライブから12曲の映像が収められたDVD、またはBlu-ray Discが付属する初回限定盤が発売されている。
本作はクリープハイプと事務所側に知らせが無いまま一方的に制作されたとバンド側が公式サイトで声明した。ビクターエンタテインメントのサイトには、クリープハイプおよび所属事務所との諸契約は、本作企画段階において終了しており、アーティスト在籍中の契約に則り、当社が編成、発売したと書かれている。メンバーは、移籍に関しては、よりよい環境でより多くの人に音楽を広めたいと言う気持ちからだったと述べているが、声明に関してはTwitterなどで物議をかもし批判も受け、またこの騒動で、バンドが駄目になるかもしれないという恐怖があったという。

## 収録曲

### CD
6、12を除き、すべて尾崎世界観による作詞・作曲。
1. オレンジ [3:58]
1枚目のアルバム『死ぬまで一生愛されてると思ってたよ』に収録
2. 蜂蜜と風呂場 [3:38]
1枚目のアルバム『死ぬまで一生愛されてると思ってたよ』に収録
3. おやすみ泣き声、さよなら歌姫 [4:01]
1枚目のシングル「おやすみ泣き声、さよなら歌姫」に収録
4. 社会の窓 [3:31]
2枚目のシングル「社会の窓」に収録
5. 傷つける[5:49]
3枚目のシングル「憂、燦々」に収録。
6. グレーマンのせいにする [3:12]
作詞・作曲 : 長谷川カオナシ
2012年6月9日、赤坂BLITZにおけるライブより。1枚目のシングル「おやすみ泣き声、さよなら歌姫」に収録。
7. ウワノソラ [3:15]
2012年11月24日、東京キネマ倶楽部におけるライブより。2nd シングル「社会の窓」初回盤にボーナストラックとして収録。
8. 左耳 [3:40]
スタジオライブ「3・3セッション」より収録。3枚目のシングル「憂、燦々」の初回盤にボーナストラックとして収録。
9. イノチミジカシコイセヨオトメ [3:11]
1枚目のアルバム『死ぬまで一生愛されてると思ってたよ』に収録。
10. 手と手 [3:25]
1枚目のアルバム『死ぬまで一生愛されてると思ってたよ』に収録。
11. ラブホテル [3:52]
2枚目のアルバム『吹き零れる程のI、哀、愛』に収録。
12. 憂、燦々 [4:13]
作詞 : 尾崎世界観、小野健 / 作曲 : 尾崎世界観
資生堂アネッサ2013CMソング。3枚目のシングル「憂、燦々」に収録。
13. 愛の標識 [2:54]
1枚目のアルバム『死ぬまで一生愛されてると思ってたよ』に収録。

### 初回限定版 (CD+BDまたはDVD)
2012年6月9日、クリープハイプ 全国ワンマンツアー 「つま先はその先へ」ツアーファイナル、赤坂BLITZにおけるライブ、他からの映像を収録した初回限定版A (Blu-ray Disc)、初回限定版B (DVD)の2種が発売された。
1. 愛は [2:48]
2. SHE IS FINE [3:03]
3. HE IS MINE [4:23]
4. 風にふかれて (スタジオライブ「3･3セッション」) [3:04]
5. ABCDC (スタジオライブ「3･3セッション」) [3:49]
6. 週刊誌 (スタジオライブ「3･3セッション」) [4:02]
7. あの嫌いのうた [4:09]
8. チロルとポルノ [4:11]
9. 明日はどっちだ [4:03]
10. AT アイリッド [4:00]
11. 身も蓋もない水槽 [2:18]
12. さっきの話 [4:15]

## レコーディングメンバー
- 尾崎世界観 / ボーカル・ギター
- 小川幸慈 / ギター
- 長谷川カオナシ / ベース・ヴァイオリン・ボーカル
- 小泉拓 / ドラムス
- 浅田信一[6] / プログラミング・シンセサイザー (「傷つける」、「憂、燦々」)
- 平畑徹也(グックル）/ メロトロン・ピアノ (「おやすみ泣き声、さよなら歌姫」、「傷つける」、「憂、燦々」)